# Kameanka, Seredîna-Buda
Kameanka (în ucraineană Кам'янка) este localitatea de reședință a comunei Kameanka din raionul Seredîna-Buda, regiunea Sumî, Ucraina.

## Demografie
Componența lingvistică a localității Kameanka
     Rusă (68,88%)
     Ucraineană (31,12%)
Conform recensământului din 2001, majoritatea populației localității Kameanka era vorbitoare de rusă (68,88%), existând în minoritate și vorbitori de ucraineană (31,12%).